# 拉夫·舒馬赫
拉尔夫·舒马赫（德语：Ralf Schumacher，1975年6月30日—），生于德国北莱茵-威斯特法伦州许尔特，俗称“小舒马赫”，德国一级方程式赛車手，也是德国F1传奇车王迈克尔·舒马赫的亲弟弟。

## 早年生活
虽然因为父亲和兄长迈克尔·舒马赫的双重熏陶，拉尔夫·舒马赫从4岁就开上了卡丁车，并参加了俱乐部的很多活动，但其最初的兴趣是在赛马上。直到1989年和1990年，迈克尔·舒马赫不断把F3的奖杯带回家时，拉尔夫·舒马赫才重新把注意力放在赛车上。
1991年，拉尔夫获得了德国青少年卡丁车赛冠军，同时在北莱茵洲优胜杯赛上获胜。1992年，参加德国卡丁车赛，效力于KSN车队。虽然拉尔夫获得了分站冠军，但由于车队内部的政治原因，拉尔夫被迫放弃了剩余的几场比赛，成绩排在队友的后面，为车手第二名。同年6月，德国汽车俱乐部（ADAC）邀请拉尔夫参加青年方程式车赛，拉尔夫又获得优异成绩。1993年，拉尔夫代表Abt车队继续征战青年方程式车赛，获得亚军。
1994和1995，拉尔夫连续参加了德国F3大奖赛，并分别获得第3和第2名。1996年，拉尔夫来到日本，参加日本方程式(Formula Nippon)，获得冠军。
1996年底，拉尔夫曾经为迈凯伦车队试车，但由于迈凯伦无法为他提供正式车手的位置，拉尔夫转向乔丹车队，队友是詹卡洛·费斯切拉。1997年获得13分排名第11，1998年获得14分排名第10。
1999年他转投威廉姆斯车队，当年拿下了35个积分排名第6，这也是该年度威廉姆斯车队的所有积分。2000年他与詹森·巴顿搭档，拿下24分排名第5，是队友的2倍。
2001年他与胡安·帕布罗·蒙托亚搭档，获得了3场比赛的冠军，49分排名第4。2002年获得了马来西亚站冠军，42分排第4名，但积分已经落后于队友。2003年连续赢得欧洲站和法国站冠军，但此后表现不佳，58分排名第5。2004年美国大奖赛上遭遇了严重的撞车事故，导致此后的6场比赛不能参加，由马克·吉尼和安东尼奥·皮佐尼亚顶替，2004年只获得24分排名第9位。
2005年，他转投丰田车队，获得了45分第6名的好成绩，并两次站上领奖台。2006年丰田车队实力下降，拉尔夫只获得20分排名第10，登上1次领奖台。2007年他的成绩急剧下降，被队友雅诺·特鲁利超过，以5分第16名的成绩结束了自己的F1生涯。虽然他在2007年的表现糟糕，当年度他的薪水仅次于基米·莱科宁(2007年的F1冠军)。
2008年参加DTM赛事，获得3分排第14名。2009年，他获得9分排第11名。

## 個人生活
2001年4月，舒馬克與前模特兒柯娜·布林克曼訂婚，並於同年10月5日在奧地利哈爾旺的家中舉行一場私人婚禮。2001年10月23日，二人兒子大衛出生，現時同為賽車手。
2015年2月20日，舒馬克透过律师证实已與妻子分居离婚。 二人打官司争夺兒子的監護權，及舒马赫估计1亿欧元的财产，最终通过协商，柯娜获得了600万欧元的和解金和位於貝格海姆的房子。
2024年7月14日，舒馬克在自己的社群媒體上公開自己的同性伴侶，並表示這段關係從2022年便開始，舒馬克的兒子也在自己的社群媒體公開支持自己父親的同志身分，舒馬克也成為F1史上第二位公開出櫃的車手。